# 최계훈
최계훈(崔桂勳, 1961년 6월 6일 ~ )은 지난날 전직 KBO 리그 태평양 돌핀스의 투수였던 이였으며 훗날 야구 감독을 지냈다.
그는 창영초등학교 3학년 때 야구를 시작했으나 5학년 때 당시 리틀야구 강세였던 서울대학교 사범대학 부설초등학교로 전학하여 졸업할 때까지 하숙생활을 했고  중학교(인천남중) 때부터 고향 인천으로 돌아왔으며 한때 중앙대 진학설이 있었으나 인하대로 방향을 틀었고 중앙대는 본인(최계훈) 이후 성준 스카우트 물망에 오르기도 했으며 중앙대 외에도 고려대가 본인(최계훈) 스카우트 경쟁을 펼쳤지만  일찌감치 탈락했다.

## 선수 시절

### 삼미 슈퍼스타즈시절
1984년에 1차 지명을 받아 입단했으며 프로 입단 직전까지 14번을 달았지만  프로 데뷔 후 41번을 착용했는데 이 등번호는 60년대 ~ 80년대 메이저리그 명투수였던 톰 시버의 등번호다.
1984 시즌 개막전 선발 투수로 등판하면서  프로에 데뷔하였다.

### 청보 핀토스시절
1985년에 입단하였다. 1985년 3월 31일 당시 롯데 자이언츠의 신인 투수였던 박동수에게 완봉패를 당한 것을 시작으로 삼미 슈퍼스타즈가 당한 18연패를 4월 30일 MBC전에서 그가 완봉승을 거두며 벗어났다.

### 태평양 돌핀스시절
현역으로 복무해 제대 후 복귀했으나 2군에 머무르다 은퇴했다.

## 야구선수 은퇴 후
은퇴 후 심판 자격을 취득해 야구 심판으로 일하다가 1994년 태평양 돌핀스 투수 인스트럭터를 맡아 현장에 돌아왔는데 정동진 당시 태평양 감독은 본인(최계훈) 외에도 1988년을 끝으로 한동안 고향 팀(태평양)을 떠나 현장 복귀와 거리가 멀었다가 1989년 시즌 후 삼미-청보 시절 인연을 맺은 김진영 감독이 2년 계약 형식으로 롯데 자이언츠 감독에 부임하면서 같은 시기 2년 계약을 맺어 현장에 돌아왔지만 김진영  감독이 성적부진으로 1990년 시즌 도중 성적 부진으로 도중하차한 데다 그 해 말 강병철 감독이 부임하면서 다음 해 말 소위 "김진영 라인" 지우기에 따라 퇴출된 김무관을 같은 시기 태평양 돌핀스 2군 타격코치(1995년 스카우트로 잠깐 보직 변경),  1990년 LG  트윈스 유니폼을 입은 뒤 다음 해부터 이 팀에서 코치를 역임했으나 1991년 시즌 후 이광환 감독이 부임하면서 소위 "백인천 라인" 지우기 일환에 따라 1992년을 끝으로 팀을 떠나 한동안 현장 복귀가 거리가 먼 양승관 전 LG 트레이닝 코치를 1994년 태평양 트레이닝 코치로 영입하는 등 인천 출신 인사들을 태평양으로 복귀시켜 줬는데 이들 외에도 1983년을 끝으로 고향 인천을 떠나 OB 베어스에서 1군 투수코치(1984년~1987년, 1990년 시즌 중 ~종료) 2군 투수코치(1988)  2군 감독대행(1989년) 2군감독(1990년 시즌 중)을 맡았던 이선덕이 1991년 태평양 투수코치를 맡아 고향 인천에 돌아왔고 다음 해 정동진 감독의 부임 과정에서 정 감독과 함께 대구상고-제일은행 시절 선수생활을 같이 한 류영수 삼성 2군 감독이 1군 수석-투수코치로 부임하자  2군 투수코치로 보직을 옮겼으며 한때 김시진(당시 롯데 선수)을 투수코치로 영입할 계획도 있었지만 대구 출신 코치들이 많다는 이유로 좌절되기도 했고 이외에도  정동진 감독의 전임이자 정 감독의 삼성 시절 전임 감독이기도 한 박영길 감독은 삼성 부임 2년째인 1988년 2월 16일부터 1년 계약 형식으로 삼성 2군 투수코치를 맡은 사람이면서 삼미-청보 시절 인연을 맺은 김진영 감독이 1989년 11월 2일 2년 계약 형식으로 롯데 자이언츠 감독에 부임하자 같은 달 30일부터 1년 계약으로 롯데 투수코치를 맡았으나 김진영 감독이 1990년 시즌 도중 성적 부진으로 중도하차한 데다  같은 해 말 강병철 감독이 재부임하면서  단행된 물갈이에 따라 팀을 떠난 장명부를 이선덕에 앞서 태평양 투수코치로 영입할 예정이었지만 구단 측의 반대로 무산됐으며 정동진 감독의 부임 과정에서 장효조 (당시 롯데 선수)의 태평양 코치설이  있기도 했다.
하지만, 태평양은 정동진 감독 부임 첫 해인 1992년 정민태 정명원 등 주축 선수들이 줄줄이 부상으로 부진하자 팀은 8팀 중 정규시즌 6위에 그쳐 3년 연속으로 포스트시즌 진출에 실패했고 이 과정에서 태평양 구단은 1992년 6월 류영수 1군 수석 겸 투수코치를 2군 투수코치, 이선덕 2군 투수코치를 1군 수석 겸 투수코치로 보직 변경시켰으며 1993년 1월 김시진을 1군 투수코치로 영입했고 김시진 코치 영입 과정에서 이선덕 1군 수석 겸 투수코치가 2군감독, 류영수 2군 투수코치가 1군 수석코치로 보직 변경됐다.
그 뒤,   1995년 태평양 재활군 투수코치로 본격적인 코치생활을 시작하여  1996년부터  현대 유니콘스의 2군 투수코치를 맡았으며 그 당시 현대 유니콘스의 코치를 맡고 있었던 박종훈과 인연을 맺게 됐는데 1999년 시즌 후 현대에서 재계약을 포기하여 한동안 현장 복귀와 거리가 있었으나 2000년 시즌 후 SK 와이번스 2군 투수코치를 맡으면서 현장에 돌아왔고 팀 분위기 쇄신을 통한 팀 전력 극대화를 위해 2002년 8월 12일부터 1군 투수코치로 보직이 변경됐으며 같은 해 시즌 뒤  조범현 전 삼성 코치가 SK 감독으로 부임하자 2군 투수코치로 돌아왔고 다음 해인 2003년 투수진이 붕괴되자 그 해 8월 14일 김봉근 1군 투수코치와 보직을 맞바꿨으며 2004년 시즌 후 포스트시즌 실패에 따른 문책성 해고에 맞춰  SK와의 계약이 해지되어 롯데 자이언츠 2군 투수코치로 자리를 옮겼다.
2005년 10월 11일 LG 트윈스의 투수코치로 영입됐으나 2006년  시즌 초 최하위로 떨어져 이순철 감독이 사퇴하면서 2군으로 내려갔다가 같은 해 말 팀을 떠나야 했다.
2008년부터 2010년까지 모교인 인천고등학교에서 야구부 감독을 역임했고, 2011년 LG 트윈스의 투수코치로 돌아왔으나, 그 해 LG 트윈스가 포스트 시즌 진출에 실패하자 당시 감독이었던 박종훈이 사임했을 때 동반 사임하고 미국으로 갔다.
2013년 NC 다이노스 잔류군 선임 코치 겸 투수코치로 영입됐다.
2016 시즌 후 한화 이글스의 2군 감독으로 선임됐다.

## 출신 학교
- 인천창영초등학교 (1972년 전학) → 서울대학교 사범대학 부설초등학교[32] (1974년 졸업)
- 인천남중학교 (1977년 졸업)
- 인천고등학교 (1980년 졸업)
- 인하대학교 체육교육학과 (1984년 학사 취득)